# Sakura Oda
 Sakura Oda  (小田さくら, Oda Sakura, née le 12 mars 1999 à Kanagawa au Japon) est une chanteuse et danseuse japonaise du Hello! Project, membre du groupe Morning Musume.

## Biographie
Sakura Oda se présente en 2011 à 12 ans à l'audition destinée à choisir de nouvelles chanteuses pour faire partie du groupe S/mileage. Elle n'est pas choisie par le producteur Tsunku, mais est cependant intégrée en novembre 2011 comme élève au "Hello! Pro Egg" (renommé peu après en Hello! Pro Kenshūsei).
En 2012, elle se présente à l'audition destinée à choisir les nouvelles membres du groupe phare du H!P Morning Musume, et fait partie des six finalistes ; le 14 septembre, lors d'un concert du groupe, elle est présentée au public comme la seule sélectionnée par Tsunku, dans le cadre de la 11e génération du groupe. Sakura est chanteuse principale avec Riho Sayashi depuis son 3e single Wagamama Ki no Mama Ai no Joke / Ai no Gundan. Peu de membre ont réussi cet exploit, pas même Riho Sayashi qui était chanteuse secondaire à ce stade.

## Groupes
Au sein du Hello! Project
- Hello! Pro Egg / Hello! Pro Kenshūsei (2011–2012)
- Morning Musume (2012-)
- ODATOMO (2014)

## Discographie

### Avec Morning Musume
Singles
- 23 janvier 2013 : Help me !!
- 17 avril 2013 : Brainstorming / Kimi Sae Ireba Nani mo Iranai
- 28 août 2013 : Wagamama Ki no Mama Ai no Joke / Ai no Gundan
- 29 janvier 2014 : Egao no Kimi wa Taiyou sa / Kimi no Kawari wa Iyashinai / What is Love?
- 16 avril 2014 : Toki wo Koe Sora wo Koe / Password is 0
- 15 octobre 2014 : Tiki Bun / Shabadabadō / Mikaeri Bijin
- 15 avril 2015 : Seishun Kozō ga Naiteiru / Yūgure wa Ameagari / Ima Koko Kara
- 19 août 2015 : Oh My Wish! / Sukatto My Heart / Ima Sugu Tobikomu Yūki
- 29 décembre 2015 : Tsumetai Kaze to Kataomoi / Endless Sky / One and Only
- 11 mai 2016 : Tokyo to Iu Kataomoi / The Vision / Utakata Saturday Night
- 23 novembre 2016 : Sexy Cat no Enzetsu / Mukidashi de Mukiatte / Sō ja nai
- 8 mars 2017 : Brand New Morning / Jealousy Jealousy
- 4 octobre 2017 : Jama Shinaide Here We Go! / Dokyū no Go Sign / Wakaindashi!
- 13 juin 2018 : Are you happy / A gonna
- 24 octobre 2018 : Furari Ginza / Jiyuu na Kuni Dakara / Y Jiro no Tochuu
- 12 juin 2019 : Jinsei Blues / Seishun Night
- 22 janvier 2020 : KOKORO&KARADA / LOVEpedia / Ningen Kankei No way way
- 16 décembre 2020 : Junjou Evidence / Gyuu Saretai Dake na no ni
- 8 décembre 2021 : Teenage Solution / Yoshi Yoshi Shite Hoshii no / Beat no Wakusei
- 8 juin 2022 : Chu Chu Chu Bokura no Mirai / Dai Jinsei Never Been Better! / I WISH
- 21 décembre 2022 : Swing Swing Paradise / Happy birthday to Me!
- 25 octobre 2023 : Suggoi FEVER! / Wake-up Call~Mezameru Toki~ / Neverending Shine
- 14 août 2024 : Nandaka Sentimental na Toki no Uta / SaiKIYOU

Digital Singles
- 3 novembre 2017 : Ai no Tane (20th Anniversary Ver.) (Morning Musume 20th)
- 30 novembre 2017 : Gosenfu no Tasuki
- 28 janvier 2018 : Hana ga Saku Taiyou Abite

Albums
- 29 octobre 2014 : 14 Shō ~The Message~
- 12 septembre 2012 : 13 Colorful Character
- 31 mars 2021 : 16th ~That's J-POP~
- 27 novembre 2024 : 'Professionals-17th

Compilation
- 25 septembre 2013 : The Best! ~Updated Morning Musume。~
- 20 février 2019 : Best! Morning Musume 20th Anniversary

Mini-album
- 15 juillet 2015 : Engeki Joshi-bu Musical "Triangle" Original Soundtrack
- 27 février 2018 : Hatachi no Morning Musume (Morning Musume 20th)

### Autres participations
- 24 avril 2014 : Aa, Subarashiki Hibi yo / Dream Last Train / Kodachi wo Nukeru Kaze no You ni (嗚呼、素晴らしき日々よ / Dream Last Train / 木立を抜ける風のように?) (avec Sato no Akari / Triplet / ODATOMO)

## Divers
DVD
- janvier 2013 : Greeting ~Oda Sakura~

## Liens
- (ja) Profil officiel avec Morning Musume (à venir)